# Novembre 84
Pour plus de détails, voir Fiche technique et Distribution.
Novembre 84 est un film documentaire canadien réalisé par Stephan Parent, sorti dans les salles au Québec le 1er novembre 2014.

## Synopsis
Le documentaire traite sur l'affaire de trois enlèvements d'enfants qui a eu lieu le même jour, soit le 1er novembre 1984 dans le même quartier de Montréal. On tente aussi de faire un lien entre les évènements de novembre 1984 et la thèse d'un possible tueur en série qui aurait kidnappés et tués sept enfants au Québec, entre 1984 et 1995.

## Fiche technique
- Titre : Novembre 84
- Réalisation et scénario : Stephan Parent
- Montage : Stephan Parent
- Pays :  Canada
- Langue : français
- Genre : Film documentaire
- Durée : 123 min